# 3. ŽNL Vukovarsko-srijemska NS Vinkovci 2008./09.
Prvenstvo je osvojio NK Vidor Srijemske Laze i time se plasirao u viši rang (2. ŽNL Vukovarsko-srijemsku NS Vinkovci).

## Tablica
| Mj. | Klub                     | Sus. | Pobj. | Ner. | Por. | GR.   | Bod.       |
| --- | ------------------------ | ---- | ----- | ---- | ---- | ----- | ---------- |
| 1.  | NK Vidor Srijemske Laze  | 20   | 15    | 2    | 3    | 72:25 | 47         |
| 2.  | NK Čelik Gaboš           | 20   | 13    | 2    | 5    | 55:36 | 41         |
| 3.  | NK Polet Donje Novo Selo | 20   | 12    | 0    | 8    | 42:32 | 36         |
| 4.  | NK Đezelem Korođ         | 20   | 10    | 4    | 6    | 43:47 | 34         |
| 5.  | NK Sremac Markušica      | 20   | 7     | 4    | 9    | 57:53 | 25         |
| 8.  | NK Podgrađe              | 20   | 7     | 3    | 10   | 45:55 | 24         |
| 7.  | NK Borac Banovci         | 20   | 7     | 3    | 10   | 35:48 | 24         |
| 8.  | NK Bosut Apševci         | 20   | 7     | 4    | 9    | 41:39 | 23 (-2) ↓1 |
| 9.  | NK Obilić Ostrovo        | 20   | 7     | 2    | 11   | 42:59 | 23         |
| 10. | NK Slavonac Prkovci      | 20   | 6     | 2    | 12   | 42:51 | 20         |
| 11. | NK Marinci               | 20   | 5     | 2    | 13   | 32:61 | 17         |

## Rezultati
| NK Marinci - NK Podgrađe 4:3 NK Borac Banovci - NK Sremac Markušica 5:4 NK Slavonac Prkovci - NK Polet Donje Novo Selo 3:4 NK Vidor Srijemske Laze - NK Đezelem Korođ 10:0 NK Bosut Apševci - NK Čelik Gaboš 1:2 NK Obilić Ostrovo slobodan   | NK Đezelem Korođ - NK Bosut Apševci 1:0 NK Polet Donje Novo Selo - NK Vidor Srijemske Laze 2:1 NK Sremac Markušica - NK Slavonac Prkovci 4:0 NK Podgrađe - NK Borac Banovci 3:1 NK Obilić Ostrovo - NK Marinci 3:1 NK Čelik Gaboš slobodan    | NK Borac Banovci - NK Obilić Ostrovo 3:0 NK Slavonac Prkovci - NK Podgrađe 3:2 NK Vidor Srijemske Laze - NK Sremac Markušica 2:1 NK Bosut Apševci - NK Polet Donje Novo Selo 3:0 NK Čelik Gaboš - NK Đezelem Korođ 2:4 NK Marinci slobodni |
| NK Polet Donje Novo Selo - NK Čelik Gaboš 1:2 NK Sremac Markušica - NK Bosut Apševci 2:2 NK Podgrađe - NK Vidor Srijemske Laze 2:3 NK Obilić Ostrovo - NK Slavonac Prkovci 2:1 NK Marinci - NK Borac Banovci 2:2 NK Đezelem Korođ slobodan    | NK Slavonac Prkovci - NK Marinci 2:2 NK Vidor Srijemske Laze - NK Obilić Ostrovo 3:1 NK Bosut Apševci - NK Podgrađe 3:0 ↓2 NK Čelik Gaboš - NK Sremac Markušica 4:1 NK Đezelem Korođ - NK Polet Donje Novo Selo 2:1 NK Borac Banovci slobodan | NK Sremac Markušica - NK Đezelem Korođ 4:4 NK Podgrađe - NK Čelik Gaboš 3:6 NK Obilić Ostrovo - NK Bosut Apševci 2:1 NK Marinci - NK Vidor Srijemske Laze 3:1 NK Borac Banovci - NK Slavonac Prkovci 3:1 NK Polet Donje Novo Selo slobodan |
| NK Vidor Srijemske Laze - NK Borac Banovci 5:0 NK Bosut Apševci - NK Marinci 2:0 NK Čelik Gaboš - NK Obilić Ostrovo 3:1 NK Đezelem Korođ - NK Podgrađe 2:0 NK Polet Donje Novo Selo - NK Sremac Markušica 3:0 NK Slavonac Prkovci slobodan    | NK Podgrađe - NK Polet Donje Novo Selo 1:0 NK Obilić Ostrovo - NK Đezelem Korođ 1:0 NK Marinci - NK Čelik Gaboš 1:2 NK Borac Banovci - NK Bosut Apševci 3:1 NK Slavonac Prkovci - NK Vidor Srijemske Laze 3:5 NK Sremac Markušica slobodan    | NK Bosut Apševci - NK Slavonac Prkovci 0:0 NK Čelik Gaboš - NK Borac Banovci 0:0 NK Đezelem Korođ - NK Marinci 5:0 NK Polet Donje Novo Selo - NK Obilić Ostrovo 3:1 NK Sremac Markušica - NK Podgrađe 3:3 NK Vidor Srijemske Laze slobodan |
| NK Obilić Ostrovo - NK Sremac Markušica 2:1 NK Marinci - NK Polet Donje Novo Selo 0:3 NK Borac Banovci - NK Đezelem Korođ 2:2 NK Slavonac Prkovci - NK Čelik Gaboš 7:1 NK Vidor Srijemske Laze - NK Bosut Apševci 4:0 NK Podgrađe slobodno    | NK Čelik Gaboš - NK Vidor Srijemske Laze 0:0 NK Đezelem Korođ - NK Slavonac Prkovci 3:2 NK Polet Donje Novo Selo - NK Borac Banovci 1:2 NK Sremac Markušica - NK Marinci 6:3 NK Podgrađe - NK Obilić Ostrovo 3:3 NK Bosut Apševci slobodan    | NK Podgrađe - NK Marinci 3:1 NK Sremac Markušica - NK Borac Banovci 2:0 NK Polet Donje Novo Selo - NK Slavonac Prkovci 2:1 NK Đezelem Korođ - NK Vidor Srijemske Laze 3:2 NK Čelik Gaboš - NK Bosut Apševci 3:0 NK Obilić Ostrovo slobodan |
| NK Bosut Apševci - NK Đezelem Korođ 1:4 NK Vidor Srijemske Laze - NK Polet Donje Novo Selo 2:0 NK Slavonac Prkovci - NK Sremac Markušica 7:2 NK Borac Banovci - NK Podgrađe 1:5 NK Marinci - NK Obilić Ostrovo 4:0 NK Čelik Gaboš slobodan    | NK Obilić Ostrovo - NK Borac Banovci 5:1 NK Podgrađe - NK Slavonac Prkovci 2:0 NK Sremac Markušica - NK Vidor Srijemske Laze 2:3 NK Polet Donje Novo Selo - NK Bosut Apševci 3:1 NK Đezelem Korođ - NK Čelik Gaboš 1:0 NK Marinci slobodni    | NK Čelik Gaboš - NK Polet Donje Novo Selo 5:2 NK Bosut Apševci - NK Sremac Markušica 5:2 NK Vidor Srijemske Laze - NK Podgrađe 4:2 NK Slavonac Prkovci - NK Obilić Ostrovo 2:1 NK Borac Banovci - NK Marinci 4:0 NK Đezelem Korođ slobodan |
| NK Marinci - NK Slavonac Prkovci 3:1 NK Obilić Ostrovo - NK Vidor Srijemske Laze 1:5 NK Podgrađe - NK Bosut Apševci 1:1 ↓3 NK Sremac Markušica - NK Čelik Gaboš 3:1 NK Polet Donje Novo Selo - NK Đezelem Korođ 2:0 NK Borac Banovci slobodan | NK Đezelem Korođ - NK Sremac Markušica 1:1 NK Čelik Gaboš - NK Podgrađe 9:1 NK Bosut Apševci - NK Obilić Ostrovo 7:1 NK Vidor Srijemske Laze - NK Marinci 5:1 NK Slavonac Prkovci - NK Borac Banovci 1:2 NK Polet Donje Novo Selo slobodan    | NK Borac Banovci - NK Vidor Srijemske Laze 0:4 NK Marinci - NK Bosut Apševci 2:5 NK Obilić Ostrovo - NK Čelik Gaboš 3:4 NK Podgrađe - NK Đezelem Korođ 6:1 NK Sremac Markušica - NK Polet Donje Novo Selo 4:1 NK Slavonac Prkovci slobodan |
| NK Polet Donje Novo Selo - NK Podgrađe 2:0 NK Đezelem Korođ - NK Obilić Ostrovo 6:6 NK Čelik Gaboš - NK Marinci 2:0 NK Bosut Apševci - NK Borac Banovci 3:2 NK Vidor Srijemske Laze - NK Slavonac Prkovci 6:0 NK Sremac Markušica slobodan    | NK Slavonac Prkovci - NK Bosut Apševci 4:2 NK Borac Banovci - NK Čelik Gaboš 2:3 NK Marinci - NK Đezelem Korođ 3:1 NK Obilić Ostrovo - NK Polet Donje Novo Selo 2:5 NK Podgrađe - NK Sremac Markušica 4:3 NK Vidor Srijemske Laze slobodan    | NK Sremac Markušica - NK Obilić Ostrovo 5:2 NK Polet Donje Novo Selo - NK Marinci 4:1 NK Đezelem Korođ - NK Borac Banovci 3:1 NK Čelik Gaboš - NK Slavonac Prkovci 5:1 NK Bosut Apševci - NK Vidor Srijemske Laze 3:3 NK Podgrađe slobodno |
| NK Vidor Srijemske Laze - NK Čelik Gaboš 4:1 NK Slavonac Prkovci - NK Đezelem Korođ 3:0 ↓4 NK Borac Banovci - NK Polet Donje Novo Selo 1:3 NK Marinci - NK Sremac Markušica 1:7 NK Obilić Ostrovo - NK Podgrađe 5:1 NK Bosut Apševci slobodan | | |